# Saint-Mard (Somme)
Pour les articles homonymes, voir Saint-Mard.
Saint-Mard est une commune française située dans le département de la Somme en région Hauts-de-France.

## Géographie

### Localisation
Saint-Mard est un village picard de l'Amiénois et de la région naturelle du Santerre.
Limitrophe de Roye, la localité est située à 15 km au nord-est de Montdidier, 31 km au nord de Compiègne, 40 km au sud-est d'Amiens et à 41 km au sud-ouest de Saint-Quentin à vol d'oiseau.
Le territoire de la commune est limitrophe de ceux de cinq communes.
Les communes limitrophes sont Dancourt-Popincourt, L'Échelle-Saint-Aurin, Laucourt, Roye et Villers-lès-Roye.

### Hydrographie

#### Réseau hydrographique
La commune est située dans le bassin Artois-Picardie. Elle est drainée par l'Avre.
L'Avre, d'une longueur de 66 km, prend sa source dans la commune de Amy, à 81 m d'altitude, et se jette  dans la Somme à Longueau, à 24 m d'altitude, après avoir traversé 31 communes. Les caractéristiques hydrologiques de l'Avre sont données par la station hydrologique située sur la commune. Le débit moyen mensuel est de 0,271 m3/s. Le débit moyen journalier maximum est de 2,07 m3/s, atteint lors de la crue du 5 janvier 2003. Le débit instantané maximal est quant à lui de 2,5 m3/s, atteint le 19 juin 2013.

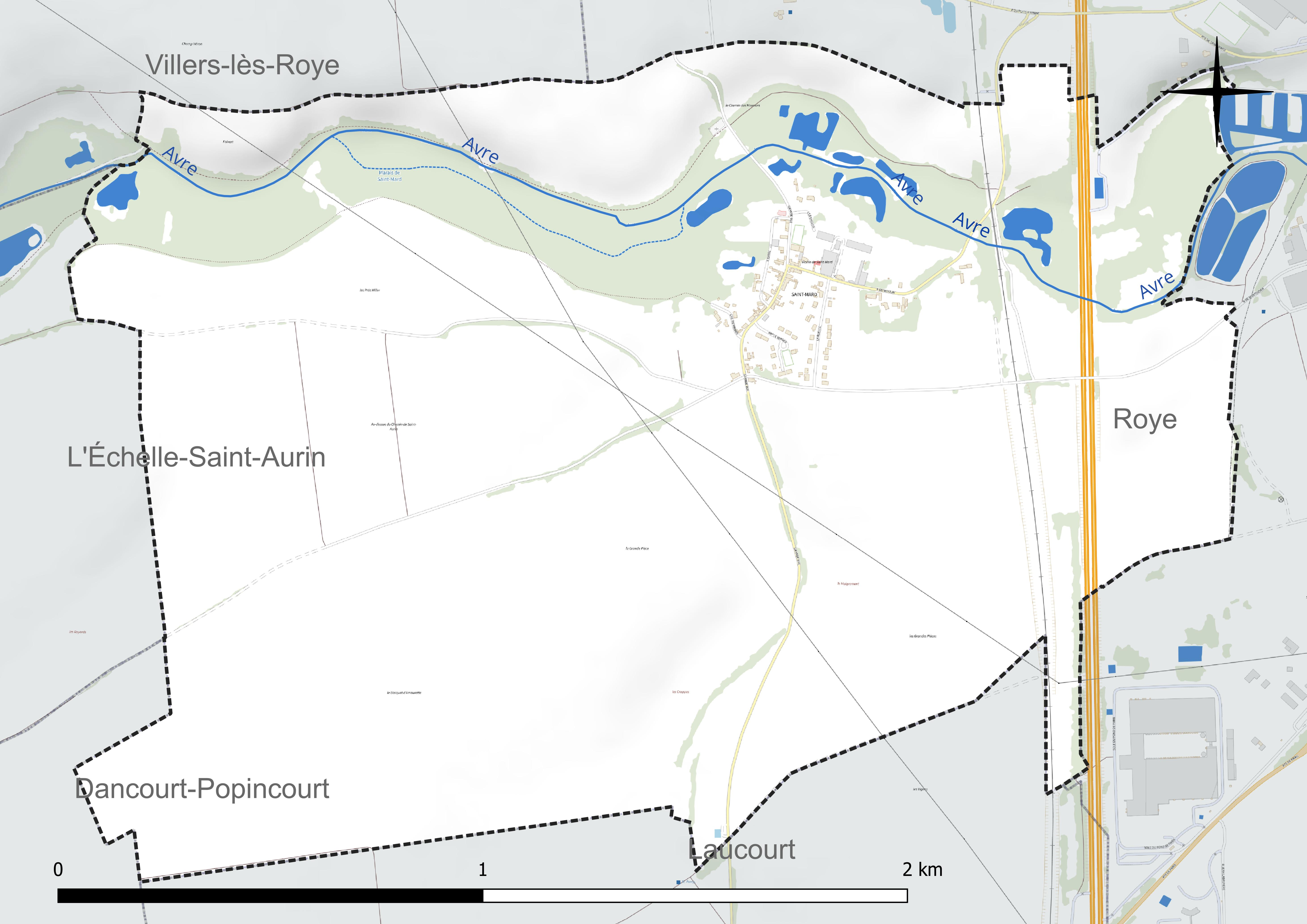
Réseau hydrographique de Saint-Mard.

#### Gestion et qualité des eaux
Le territoire communal est couvert par le schéma d'aménagement et de gestion des eaux (SAGE) « Somme aval et Cours d'eau côtiers ». Ce document de planification concerne un territoire de 1 835 km2 de superficie, délimité par le bassin versant de la Somme canalisée. Le périmètre a été arrêté le 29 avril 2010 et le SAGE proprement dit a été approuvé le 6 août 2019. La structure porteuse de l'élaboration et de la mise en œuvre est le syndicat mixte d'aménagement hydraulique du bassin versant de la Somme (AMEVA).
La qualité des cours d'eau peut être consultée sur un site dédié géré par les agences de l'eau et l'Agence française pour la biodiversité.

### Climat
Pour des articles plus généraux, voir Climat des Hauts-de-France et Climat de la Somme.
En 2010, le climat de la commune est de type climat océanique dégradé des plaines du Centre et du Nord, selon une étude du CNRS s'appuyant sur une série de données couvrant la période 1971-2000. En 2020, Météo-France publie une typologie des climats de la France métropolitaine dans laquelle la commune est exposée à un climat océanique et est dans la région climatique Nord-est du bassin Parisien, caractérisée par un ensoleillement médiocre, une pluviométrie moyenne régulièrement répartie au cours de l'année et un hiver froid (3 °C).
Pour la période 1971-2000, la température annuelle moyenne est de 10,4 °C, avec une amplitude thermique annuelle de 14,3 °C. Le cumul annuel moyen de précipitations est de 712 mm, avec 11,6 jours de précipitations en janvier et 8,4 jours en juillet. Pour la période 1991-2020, la température moyenne annuelle observée sur la station météorologique la plus proche, située sur la commune de Rouvroy-en-Santerre à 9 km à vol d'oiseau, est de 10,8 °C et le cumul annuel moyen de précipitations est de 635,8 mm,. Pour l'avenir, les paramètres climatiques de la commune estimés pour 2050 selon différents scénarios d'émission de gaz à effet de serre sont consultables sur un site dédié publié par Météo-France en novembre 2022.

## Urbanisme

### Typologie
Au 1er janvier 2024, Saint-Mard est catégorisée commune rurale à habitat dispersé, selon la nouvelle grille communale de densité à sept niveaux définie par l'Insee en 2022.
Elle est située hors unité urbaine. Par ailleurs la commune fait partie de l'aire d'attraction de Roye, dont elle est une commune de la couronne,. Cette aire, qui regroupe 35 communes, est catégorisée dans les aires de moins de 50 000 habitants,.

### Occupation des sols
L'occupation des sols de la commune, telle qu'elle ressort de la base de données européenne d'occupation biophysique des sols Corine Land Cover (CLC), est marquée par l'importance des territoires agricoles (83,4 % en 2018), en diminution par rapport à 1990 (86,1 %). La répartition détaillée en 2018 est la suivante : 
terres arables (71,1 %), zones agricoles hétérogènes (12,3 %), forêts (7,6 %), zones urbanisées (6,2 %), zones industrielles ou commerciales et réseaux de communication (2,7 %). L'évolution de l'occupation des sols de la commune et de ses infrastructures peut être observée sur les différentes représentations cartographiques du territoire : la carte de Cassini (XVIIIe siècle), la carte d'état-major (1820-1866) et les cartes ou photos aériennes de l'IGN pour la période actuelle (1950 à aujourd'hui).

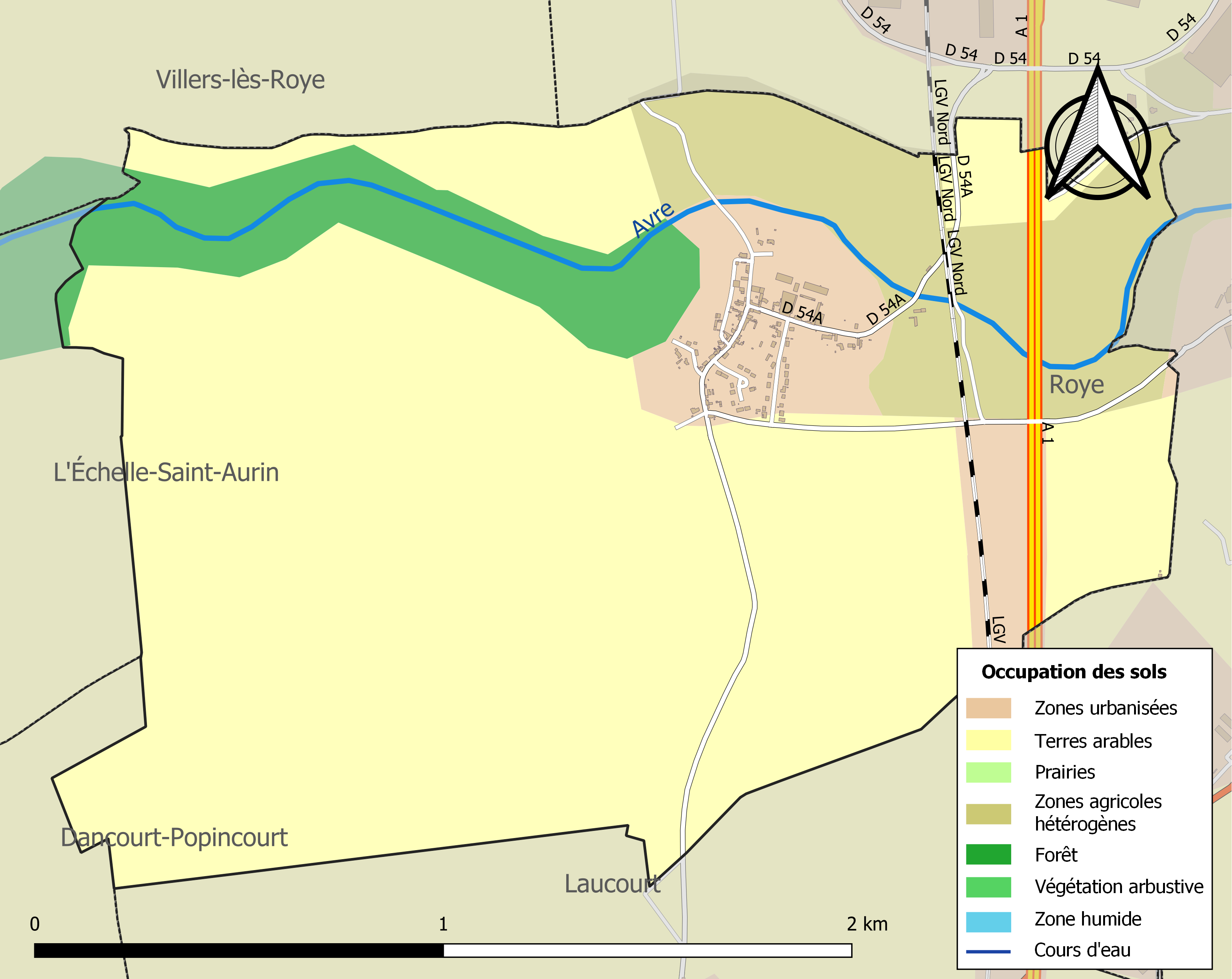
Carte des infrastructures et de l'occupation des sols de la commune en 2018 (CLC).

### Voies de communication et transports
Son territoire est traversé par l'autoroute A1 et la LGV Nord.
En 2019, le village est desservi par les autocars du réseau inter-urbain Trans'80, Hauts-de-France (ligne no 44, Montdidier - Chaulnes - Péronne - Roisel).

## Toponymie
Le nom de la localité est attesté sous les formes S. Medardus juxta Royam (1130) ; S. Marc (1567) ; S. Medard près Roye (1648) ; S. Mard (1710) ; S. Mard-les-Roye (1728-1729) ; S. Mard-les-Cressonnières (1729) ; S. Marc-lès-Triots (1733) ; S. Mard-en-triots (1753) ; S. Mard-lès-Triots (1764) ; S. Marc Triots (1787) ; S. Mard-lez-Truyot (1608) ; S. Mard-les-Triot (1836) ; S. Mard-les-Truyots (1861).
Saint-Mard est un hagiotoponyme qui fait référence à Médard de Noyon (en latin Medardus), ou saint Médard, ou saint Mard, ce qui est une évolution phonétique normale en français, il fut évêque de Noyon, né vers 456 à Salency en Picardie et mort le 8 juin 560 à Noyon. L'église de la commune lui est dévouée.

## Politique et administration
| Période                                  | Période                       | Identité        | Étiquette | Qualité |
| ---------------------------------------- | ----------------------------- | --------------- | --------- | --- |
| Les données manquantes sont à compléter. |                               |                 |           | |
| 2001                                     | 2008                          | Gontran Bocquet |           | |
| 2008                                     | 2014                          | Patrick Moizard |           | |
| 2014                                     | En cours (au 10 juillet 2020) | Anne Leroyer    |           | Enseignante en milieu agricole Vice-présidente de la CC du Grand Roye (2020 → ) Réélue pour le mandat 2020-2026 |

## Démographie
L'évolution du nombre d'habitants est connue à travers les recensements de la population effectués dans la commune depuis 1793. Pour les communes de moins de 10 000 habitants, une enquête de recensement portant sur toute la population est réalisée tous les cinq ans, les populations de référence des années intermédiaires étant quant à elles estimées par interpolation ou extrapolation. Pour la commune, le premier recensement exhaustif entrant dans le cadre du nouveau dispositif a été réalisé en 2006.

En 2022, la commune comptait 157 habitants, en évolution de −8,19 % par rapport à 2016 (Somme : −1,26 %, France hors Mayotte : +2,11 %).
| 1793 | 1800 | 1806 | 1821 | 1831 | 1836 | 1841 | 1846 | 1851 |
| ---- | ---- | ---- | ---- | ---- | ---- | ---- | ---- | ---- |
| 167  | 181  | 175  | 192  | 209  | 218  | 204  | 206  | 224  |

| 1856 | 1861 | 1866 | 1872 | 1876 | 1881 | 1886 | 1891 | 1896 |
| ---- | ---- | ---- | ---- | ---- | ---- | ---- | ---- | ---- |
| 210  | 208  | 221  | 222  | 212  | 179  | 177  | 186  | 187  |

| 1901 | 1906 | 1911 | 1921 | 1926 | 1931 | 1936 | 1946 | 1954 |
| ---- | ---- | ---- | ---- | ---- | ---- | ---- | ---- | ---- |
| 197  | 183  | 205  | 82   | 125  | 116  | 113  | 113  | 107  |

| 1962 | 1968 | 1975 | 1982 | 1990 | 1999 | 2006 | 2011 | 2016 |
| ---- | ---- | ---- | ---- | ---- | ---- | ---- | ---- | ---- |
| 132  | 114  | 124  | 121  | 167  | 193  | 193  | 197  | 171  |

| 2021 | 2022 | - | - | - | - | - | - | - |
| ---- | ---- | - | - | - | - | - | - | - |
| 156  | 157  | - | - | - | - | - | - | - |

## Culture locale et patrimoine

### Lieux et monuments
- Église Saint-Mard.
- Monuments aux morts.
- École.
- Mairie.

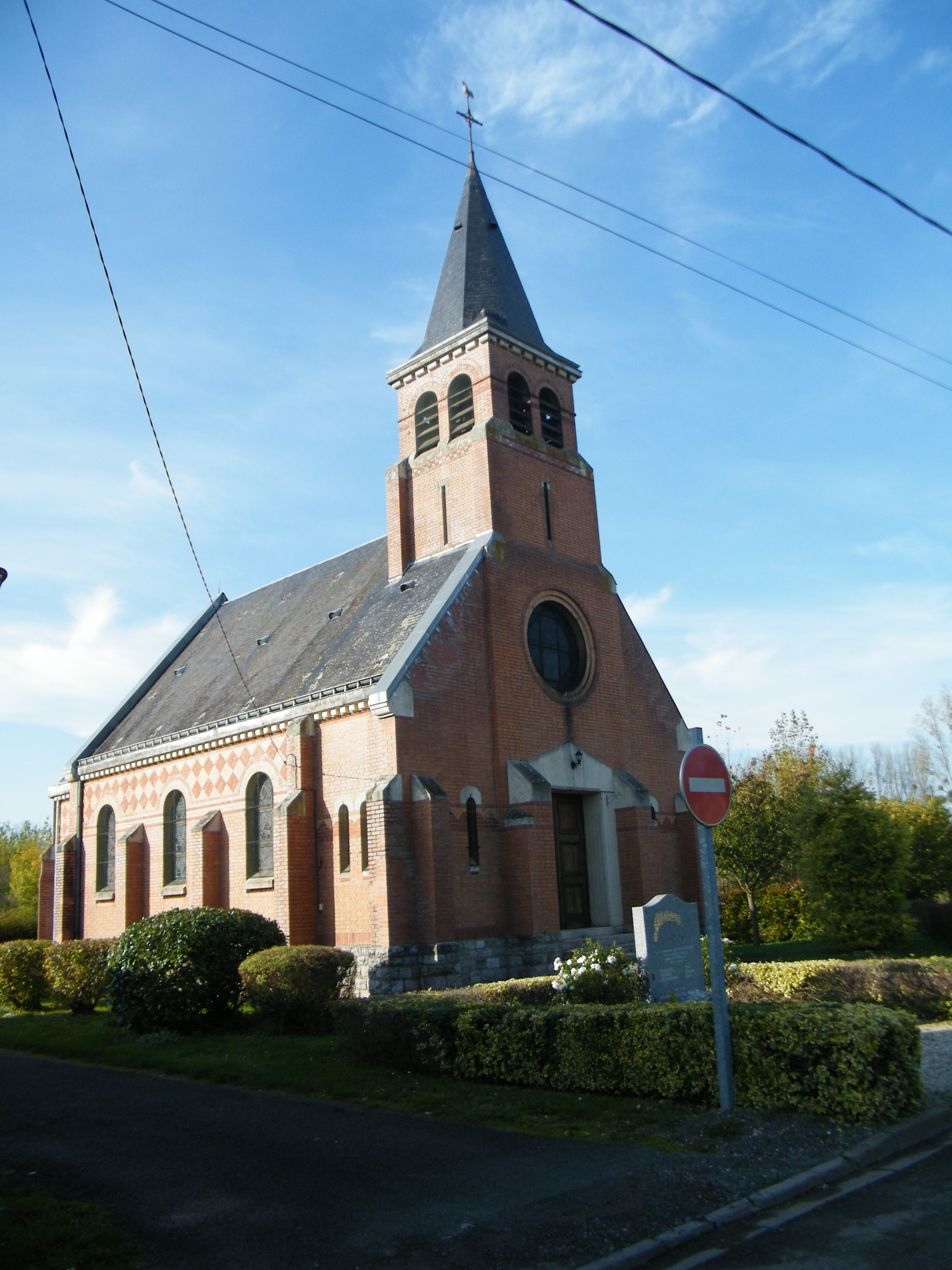
L'église Saint-Mard.
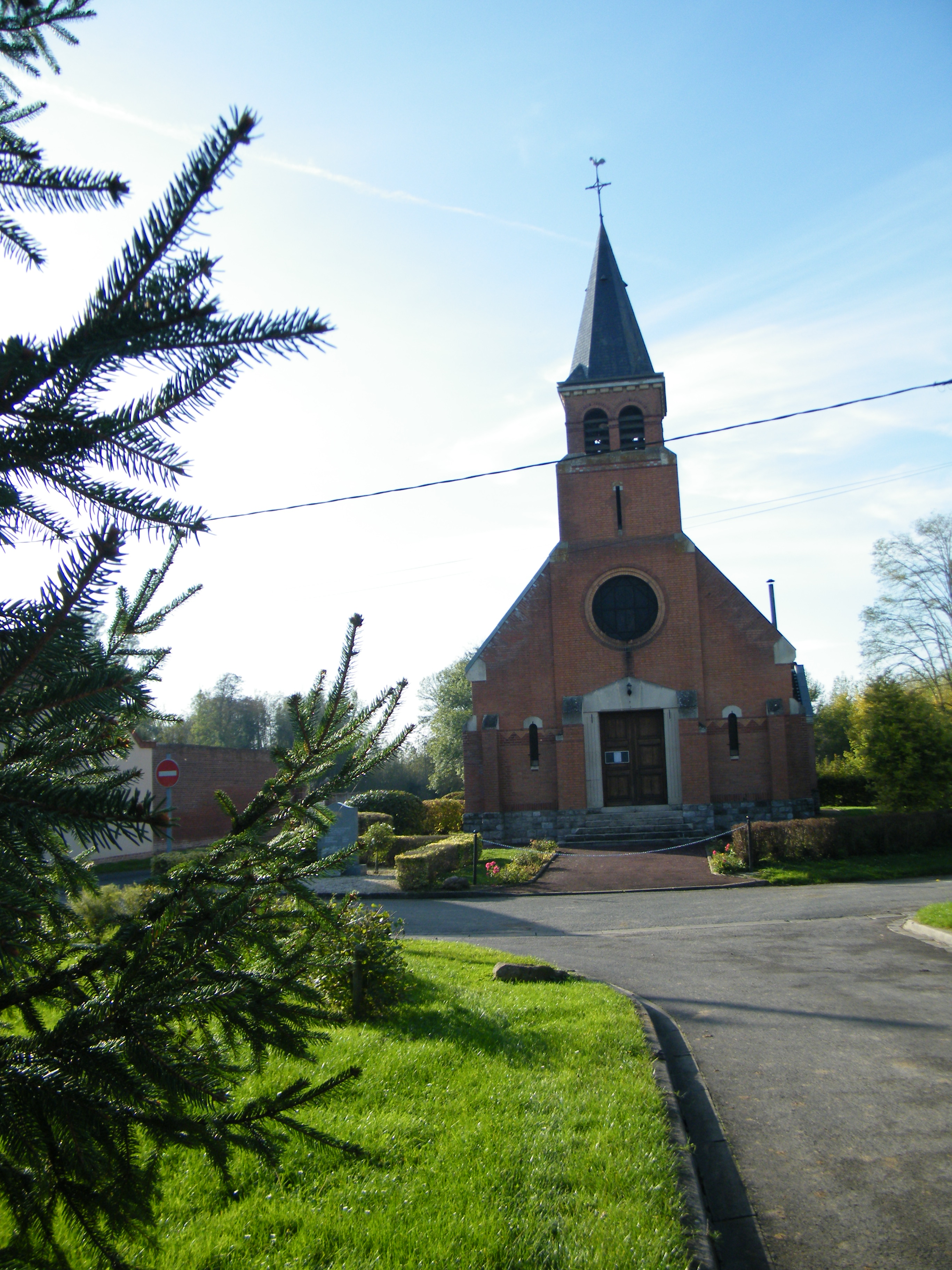
Autre vue de l'église.
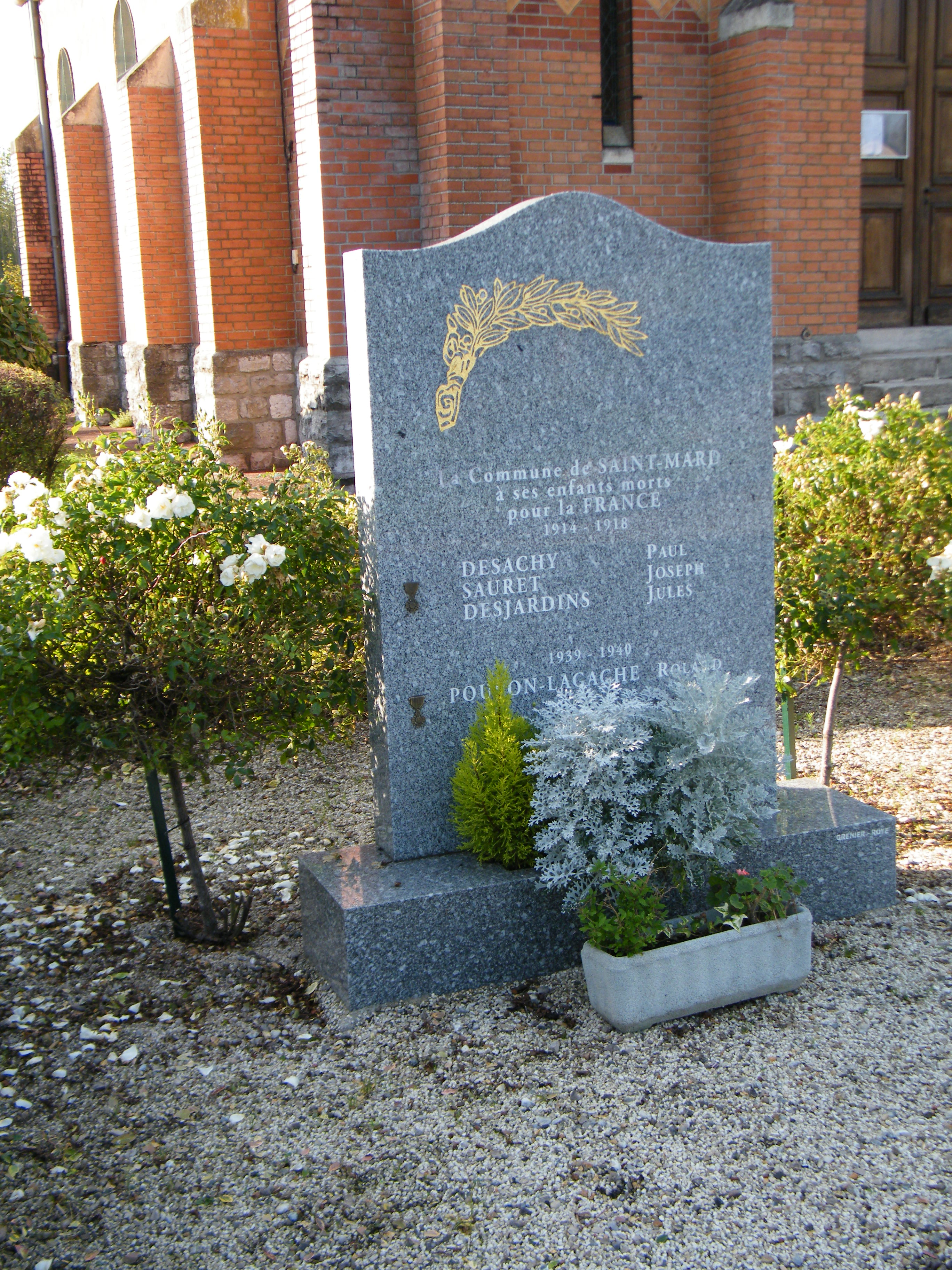
Monument aux morts.

### Personnalités liées à la commune
- Maxime David (1885-1914), philosophe et père de l'académicienne Jacqueline de Romilly, est tué à Saint-Mard-les-Triots le 1er octobre 1914. Son nom est inscrit au Panthéon parmi les 560 écrivains morts au combat pendant la Première Guerre mondiale.

### Saint-Mard dans les arts
Dans son roman Retour en Picardie paru en 2008 Roger Ana évoque quelques pages de l'histoire de Saint-Mard sous Louis XIV (l'église, le château, les étangs, la source, l'Avre, quelques anciens métiers).